# David Coulibaly
Pour les articles homonymes, voir Coulibaly.
David Coulibaly est un  footballeur malien né le 21 janvier 1978 à Roubaix en France.

## Carrière

### En club
Il est formé et lancé par le LOSC Lille, il joue son premier match professionnel lors du Championnat de France de football 1995-1996.
La saison suivante il joue un peu plus de matchs mais ne peut éviter la relégation du LOSC en fin de saison.
N'ayant quasiment jamais sa chance sous les ordres de Thierry Froger puis Vahid Halilhodžić, David est prêté à La Berrichonne de Châteauroux lors du mercato d'hiver 2000 où il restera finalement 4 saisons (mis à part un prêt de 6 mois à l'Entente sportive de Wasquehal début 2003).
En 2001, il aidera son coéquipier Steve Savidan qui est mis à l'écart par Thierry Froger et qui se retrouve sans domicile fixe, en le logeant chez lui pendant quelque temps.
Après son départ de Châteauroux en 2004, il reste 5 mois au chômage avant de s'engager au Chamois niortais Football Club pour un an et demi. Il jouera ensuite 2 saisons au Grenoble Foot 38 fraichement promus en Ligue 2 puis également en 2007 au Tours Football Club en compagnie de son compatriote Sigamary Diarra où il retrouve Koly Kanté international malien et enfin à l'AC Arles.
Non retenu par Arles, il signe en amateur dans sa région natale à l'Entente sportive de Wasquehal en 2009 .Avec l'ES Wasquehal en 2011, il participa à l'exploit contre l'Association de la jeunesse auxerroise en 32e de finale de la Coupe de France inscrivant le penalty de la qualification à la 89e minute.
Il rejoint l'US Marquette en 2013 puis en 2015 avec un l'ancien lillois Grégory Tafforeau il signe à l’AS Hellemmes (Promotion d'Honneur Régionale) tout en étant coordinateur technique pour les jeunes.
Il dispute en 2015 une rencontre amicale entre anciens lillois et anciens lensois, et marque sur pénalty.

### En équipe du Mali
Avec les Aigles du Mali il a participé au renouveau de la sélection en participant à la Coupe d'Afrique des nations 2002 et à la Coupe d'Afrique des nations 2004 au côté entre autres de Seydou Keita,Sammy Traoré et de Frédéric Kanouté. Il participe à la qualification du Mali pour la Coupe d'Afrique des nations en 2008 mais n'y participa pas.
Il inscrit son unique but avec le Mali lors d'un match de préparation à la Coupe d'Afrique des Nations 2004 contre l'Équipe du Maroc de football au Stade Mohammed-V de Casablanca.

## Vie extra-sportive
Il fait partie de l'Association Sportive LILLE 2 dans la catégorie sports collectifs.

## Palmarès

### En club
LOSC Lille
- Champion de France D2 : 2000

 La Berrichonne de Châteauroux
- Coupe de France Finaliste : 2004

 Entente sportive de Wasquehal
- Championnat de France amateur 2 Vainqueur du Groupe D : 2015

### En équipe nationale
Mali
- Demi-finaliste de la CAN en 2002 et 2004 avec le Mali